# Neperigea pohono
Neperigea pohono là một loài bướm đêm trong họ Noctuidae.